# Fautaua (Fluss)
Die Fautaua (auch: Fautua) ist ein Fluss im Norden der Insel Tahiti in Französisch-Polynesien.

## Geographie
Der Fluss entspringt im Zentrum der Insel in den Schluchten auf der Nordseite des Mont Orohena und fließt nach Nordwesten, wo er die Inselhauptstadt Papeete durchquert und im Gebiet von Mont Faiere in den Pazifik mündet. Der Fluss bildet ein tiefes gleichnamiges Tal und die Cascade de Fautaua (auch: Cascade de Fachoda, ⊙), die mit einer Fallhöhe von fast 300 m in der Rangliste der höchsten Wasserfälle auf Platz 28 steht. Der Wasserfall ergießt sich in ein kleines Becken, in dem man auch Baden kann und der nach dem Schriftsteller Pierre Loti Bain Loti benannt ist. Der Name „Cascade de Fachoda“ geht auf das verfallene Fort Fachoda zurück, dass auf der Höhe der Fälle stand. Im Unterlauf des Flusses begleitet die Avenue Pierre Loti den Verlauf des Flusses bis zur Küste.
Der Wasserfall kann wandernd erreicht werden, aber man muss eine Zugangserlaubnis erwerben. Die Wanderung wird mit 3–6 stunden angegeben.